# Tamara Cassimon
Tamara Cassimon (23 oktober 1975) is een Belgische voetbalcoach bij de Red Flames en voormalig voetbalster en international.

## Biografie
Cassimon is reeds vele jaren actief in het vrouwenvoetbal. Ze speelde in de hoogste afdeling bij Brussel Dames 71 en bij DVK Haacht. Al redelijk snel moest ze haar spelerscarrière opgeven als resultaat van vele ernstige blessures.
In 2003 werd ze trainer bij SK Oetingen, een ploeg in 1ste provinciale Vlaams Brabant. In haar eerste jaar wist ze direct naar de 3de nationale te promoveren. In december 2005 werd ze trainer bij Oud-Heverlee Leuven en was zo ook de jongste trainer in de hoogste afdeling.
In december 2007 trok ze als T1 naar Sinaai Girls. Met Sinaai won ze 3 keer op rij de Beker van België, in 2009 tegen Standard Fémina de Liège, in 2010 tegen RSC Anderlecht en in 2011 tegen WD Lierse SK.
In 2011 verliet ze Sinaai voor de Red Flames waar ze sinds 2011 actief is als assistent van Ives Serneels en als T1 maar ook van de Flames U17. Hiernaast werkt ze ook voor het Women's Football Department van de KBVB.
In mei 2017 kondigde Cassimon aan dat ze na het EK van 2017 haar trainersfunctie bij de Red Flames zal opgeven om T1 te worden van White Star Woluwe omdat ze naar eigen zeggen het miste om wekelijks te presteren.

## Palmares

### Als trainer
- Beker van België 2009
- Beker van België 2010
- Beker van België 2011